# Брягово (Пловдивська область)
Бря́гово (болг. Брягово) — село в Пловдивській області Болгарії. Входить до складу общини Пирвомай.

## Населення
За даними перепису населення 2011 року у селі проживали 498 осіб.
Національний склад населення села:
| Національність   | Кількість осіб | Відсоток |
| ---------------- | -------------- | -------- |
| болгари          | 408            | 91,5%    |
| цигани           | 29             | 6,5%     |
| турки            | 9              | 2,0%     |
| інша             | 0              | 0%       |
| не визначились   | 0              | 0%       |
| Всього відповіли | 446            |          |

Розподіл населення за віком у 2011 році:
Динаміка населення: